# Stephan Paßlack
Stephan Paßlack (ur. 24 sierpnia 1970 w Moers) – były niemiecki piłkarz występujący na pozycji obrońcy.

## Kariera klubowa
Paßlack jako junior grał w amatorskich klubach TV Asberg oraz VfB Homberg. W 1989 roku trafił do Bayeru Uerdingen. W Bundeslidze zadebiutował 10 marca 1990 w przegranym 1:2 meczu z VfL Bochum. 31 marca 1990 w zremisowanym 1:1 spotkaniu z 1. FC Kaiserslautern strzelił pierwszego gola w trakcie gry w Bundeslidze. W sezonie 1990/1991 Paßlack zajął z klubem 17. miejsce w lidze i spadł z nim do 2. Bundesligi. W następnym sezonie powrócił z Bayerem do Bundesligi. W sezonie 1992/1993 Bayer ponownie spadł do 2. Bundesligi. Wówczas Paßlack został wypożyczony do pierwszoligowego 1. FC Köln. Przebywał tam przez cały sezon 1993/1994, a początek następnego spędził na wypożyczeniu w Eintrachcie Frankfurt. W listopadzie 1994 powrócił do Bayeru, grającego w Bundeslidze. Przed sezonem 1994/1995 Bayer zmienił nazwę na KFC 05 Uerdingen. Na koniec tamtego sezonu zajął 18. miejsce w Bundeslidze i spadł do 2. Bundesligi. Wówczas Paßlack odszedł z klubu.
Latem 1996 roku trafił do pierwszoligowej Borussii Mönchengladbach. Pierwszy ligowy mecz zaliczył tam 24 sierpnia 1996 przeciwko Karlsruher SC (1:3). W sezonie 1998/1999 Borussia spadła do 2. Bundesligi. Wtedy Paßlack opuścił Borussię.
Został graczem pierwszoligowego TSV 1860 Monachium. Zadebiutował tam 7 sierpnia 1999 w wygranym 3:0 meczu Pucharu Niemiec z FK Pirmasens. W tamtym spotkaniu strzelił także gola. W sezonie 1999/2000 zajął z klubem 4. miejsce w Bundeslidze. W TSV Paßlack spędził dwa lata. Zagrał tam w sumie w 34 ligowych meczach i strzelił w nich jednego gola.
W 2001 roku podpisał kontrakt z również pierwszoligowym 1. FC Nürnberg. Pierwszy ligowy występ zanotował tam 20 października 2001 przeciwko Borussii Mönchengladbach (1:2). W sezonie 2002/2003 spadł z nim do 2. Bundesligi. W 1. FC Nürnberg występował jeszcze przez rok. W 2004 odszedł do KFC 05 Uerdingen, w którym grał już gdy ten nosił nazwę Bayer Uerdingen. W 2005 roku zakończył karierę.

## Kariera reprezentacyjna
W reprezentacji Niemiec Paßlack zadebiutował 9 października 1996 w wygranym 5:1 meczu eliminacji Mistrzostw Świata 1998 z Armenią. 2 września 1998 w wygranym 2:1 towarzyskim spotkaniu z Maltą zdobył pierwszą bramkę w drużynie narodowej. Przez dwa lata rozegrał w niej 4 spotkania i zdobył jedną bramkę.